# Fearless in Love
Fearless in Love (englisch Angstlos verliebt) ist das achte Studioalbum der australischen Progressive-Metal-Band Voyager. Es erschien am 14. Juli 2023 über Season of Mist. Mit dem Titel Promise nahm die Band am Eurovision Song Contest 2023 teil und belegten den neunten Platz.

## Entstehung
Laut Sänger Danny Estrin wurde das Album zwischen 2020 und 2022 geschrieben und aufgenommen. Das Album wäre musikalisch zusammenhängender als frühere Werke mit einem filmischen Gefühl, dass auf düstere Filme der 1980er und 1990er Jahre zurückgeht. Das Album wurde in mehreren Etappen live aufgenommen. Nur hin und wieder wurden später noch Overdubs eingefügt. Bei dem Lied Ultraviolet ist Sean Harmanis von der Band Make Them Suffer als Gastsänger zu hören. Das Album wurde von Matthew Templeman, Paul Clark und der Band produziert. Matthew Templeman mischte das Album, während Simon Struthers das Mastering übernahm. Das Albumcover wurde vom Schlagzeuger Ashley Doodkorte entworfen. Musikvideos wurden für die Lieder Dreamer, Submarine, Promise, Prince of Fire und Ultraviolet veröffentlicht.

## Titelliste
1. The Best Intentions – 3:48
2. Prince of Fire – 4:45
3. Ultraviolet (feat. Sean Harmanis) – 4:15
4. Dreamer – 3:00
5. The Lamenting – 4:10
6. Submarine – 4:46
7. Promise – 3:03
8. Twisted – 3:54
9. Daydream – 3:08
10. Listen – 4:13
11. Gren (Fearless in Love) – 5:23

## Rezeption

### Rezensionen
KJ Draven vom australischen Magazin Wall of Sound schrieb, das Voyager „erfolgreich den Drahtseilakt bestanden haben“, durch die Teilnahme am Eurovision Song Contest ein neues Publikum erspielt zu haben, aber gleichzeitig „ihre langjährigen Fans für ihre Hingabe zu belohnen“. Das Album hat „genügend Riffs, Synths und Hooks“, um die Ohren derjenigen zu erreichen, der Interesse am Rock und Metal der 1980er hat, dabei aber „nicht wie eine altmodische Band zu klingen“. Drayen vergab neun von zehn Punkten. Andreas Schiffmann vom deutschen Magazin Rock Hard lobte zwar „einige große Melodien“, die jedoch „durch Auto-Tune, Drum-Samples und kitschige Retro-Synthesizer überschattet werden“. Schiffmann vergab 6,5 von zehn Punkten.

### Charts und Chartplatzierungen
Mit Fearless in Love konnte sich die Band erstmals in den Albumcharts platzieren.
| ChartsChartplatzierungen | Höchstplatzierung | Wochen |
| ------------------------ | ----------------- | ------ |
| Australien (ARIA)        | 35 (1 Wo.)        | 1      |